# Giuseppe André
 (novembre 2018).
Si vous disposez d'ouvrages ou d'articles de référence ou si vous connaissez des sites web de qualité traitant du thème abordé ici, merci de compléter l'article en donnant les références utiles à sa vérifiabilité et en les liant à la section « Notes et références ».
Giuseppe André (en français : « Joseph André »), né en 1844 à Nice et mort en 1903 à Turin, est un journaliste et écrivain italien.
D'origine niçoise, irrédentiste italien, il est favorable à l'appartenance du pays niçois au royaume d'Italie et à l'Italie juste alors unifiée.

## Biographie

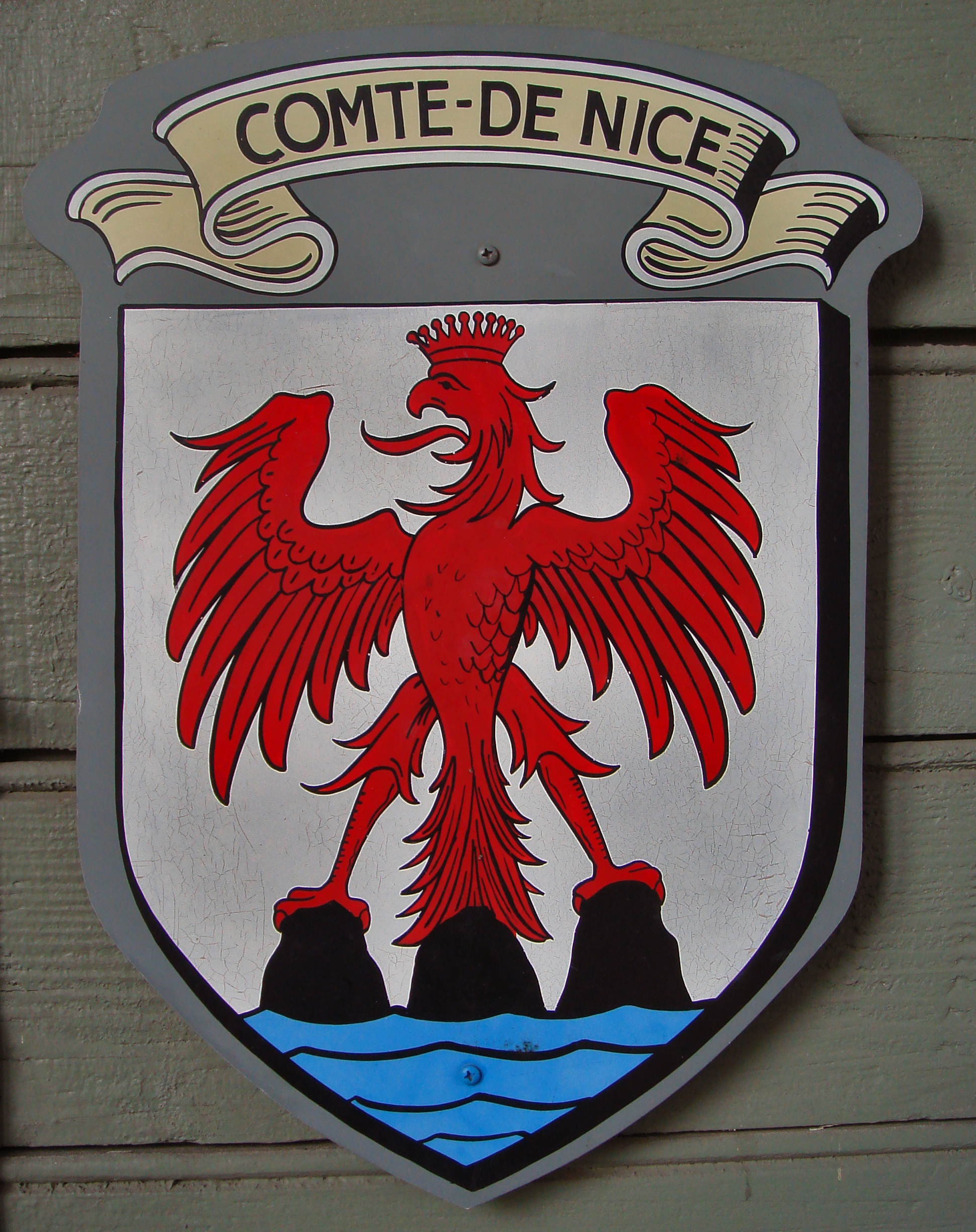
Les armoiries du Pays niçois.

Dans les années 1870-1890, Giuseppe André est le directeur de La Voce di Nizza (it), journal rédigé en italien, puis de Il Pensiero di Nizza (en fr., Le Penseur de Nice), journal en langue italienne de la ville et du comté de Nice.
Lorsque son journal est interdit en novembre 1895, André part s'exiler à Rome, où il ne reçoit aucune aide des autorités italiennes.
A la fin de sa vie, alors qu'il est déjà très malade et indigent, il entre à la rédaction de L'Italie, dont il est le rédacteur en chef pendant quelques mois avant sa mort, grâce à l'intervention du capitaine d'état-major de l'Armée de terre italienne (Esercito Italiano en italien), Luigi Durand de la Penne, originaire de Nice et niçois lui aussi.
Ironiquement, alors qu'il était irrédentiste italien à Nice, il dirige ce journal francophone à Rome, L'Italie, pour les lecteurs de langue française de la capitale italienne.

## Œuvres
Ses œuvres principales sont :
- Strenna nizzarda per l'anno 1873 (I Nizzardi ai loro Fratelli Italiani), Torino, 1873, scritta assieme a Francesco de Orestis, Claudio Giordano, Giuseppe Bianchi, ed Eugenio Emanuel (Étrenne niçoise pour l'année 1873 (Les Niçois à leurs Frères Italiens), Turin, 1873, écrite conjointement avec Francesco de Orestis, Claudio Giordano, Giuseppe Bianchi et Eugenio Emanuel).
- Nizza negli ultimi quattro anni[4], Nizza, 1875, testimonianza sui Vespri nizzardi, i moti antifrancesi e filoitaliani del 1871 (En fr., Nice au cours des quatre dernières années, Nice, 1875, témoignage sur les Vêpres Niçois, les Mouvements anti-français et pro-italiens de 1871 ;
- Nizza: 1792-1814, Nizza, 1894, testimonianza dell'occupazione di Nizza da parte della Francia nel periodo indicato (En fr., Nice: 1792-1814[2], Nice, 1894, témoignage sur l'occupation de Nice par la France pendant la période indiquée).